# Далматово
Далматово (на руски: Далматово) е град в Русия, административен център на Далматовски район, Курганска област. Населението на града към 1 януари 2018 е 12 631 души.

## История
Селището е основано през 1664 година, през 1942 година получава статут на град.